# Lilium regale
Lilium regale L. es una hermosa especie de azucena (Lilium), proveniente del sudoeste de China. Fue introducida en Europa en 1903 y se ha difundido por todo el mundo.

## Descripción
Presenta inflorescencias en racimos con más de 25 flores, muy fragantes, con el perigonio en forma de embudo, blancas y con la garganta amarilla. Cada tépalo es blanco, matizado de rosado o púrpura en el envés y recurvado en la punta. Los tallos alcanzan de 4 a 20 dm de altura, con hojas muy angostas y dispersas. Los bulbos de esta especie son de medianas dimensiones, escamosos, de color blanco-amarillento. La germinación es inmediata y epígea.

## Cultivo
Lilium regale es una especie extraordinariamente adaptable y de fácil cultivo. Vegeta en condiciones óptimas en suelos humíferos, bien drenados y en lugares soleados o con sombra parcial. Los tallos jóvenes pueden necesitar protección de las heladas tardías. 

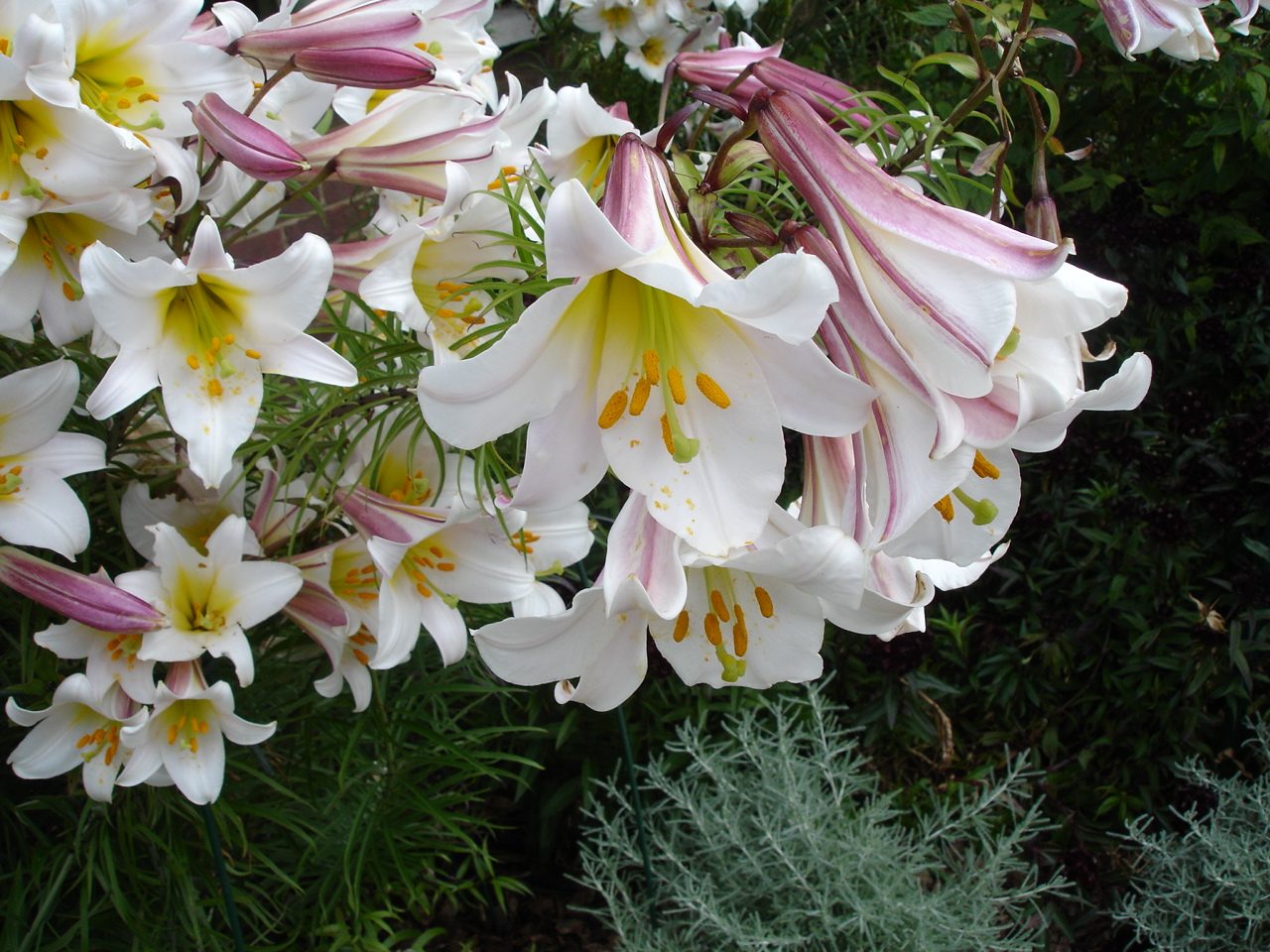
Lilium regale

## Multiplicación
Se multiplica por división de los bulbos en otoño. También se puede multiplicar por semillas, pero la floración se produce a partir de la tercera temporada de cultivo.